# Serie A 1959 (pallanuoto maschile)
La Serie A 1959 fu la quarantesima edizione del massimo livello del Campionato italiano di pallanuoto maschile. Il torneo si giocò in due fasi: nella eliminatoria, le dieci partecipanti furono divise in due gironi da cinque, giocati all'italiana, con il passaggio alla fase finale delle prime due. Il girone finale, che si disputò a Trieste dal 31 luglio al 2 agosto 1959, fu vinto dalla Pro Recco che conquistò così il primo di una lunga serie di scudetti.

## Fase preliminare

### Girone A

#### Risultati
|                   | CN   | RNF | RNN  | NE  | PR  |
| ----------------- | ---- | --- | ---- | --- | --- |
| Canottieri Napoli |      | 7-1 | 12-1 | 3-0 | 6-3 |
| Florentia         | 3-4  |     | 3-1  | 3-1 | 3-3 |
| Napoli            | 2-12 | 5-3 |      | 2-1 | 0-9 |
| Nervi             | 4-3  | 4-2 | 5-1  |     | 2-3 |
| Pro Recco         | 7-1  | 4-1 | 5-1  | 4-0 |     |

#### Classifica
|    | Girone A          | Pt | G | V | N | P | GF | GS |
| -- | ----------------- | -- | - | - | - | - | -- | -- |
| 1. | Pro Recco         | 13 | 8 | 6 | 1 | 1 | 38 | 14 |
| 2. | Canottieri Napoli | 12 | 8 | 6 | 0 | 2 | 48 | 21 |
| 3. | Nervi             | 6  | 8 | 3 | 0 | 5 | 17 | 21 |
| 4. | Florentia         | 5  | 8 | 2 | 1 | 5 | 19 | 29 |
| 5. | Napoli            | 4  | 8 | 2 | 0 | 6 | 13 | 50 |
|    |                   |    |   |   |   |   |    |    |

### Girone B

#### Risultati
|              | RNC | LZ  | LE  | QU   | RM  |
| ------------ | --- | --- | --- | ---- | --- |
| Camogli      |     | 3-3 | 7-0 | 6-0  | 5-2 |
| Lazio        | 4-2 |     | 5-1 | 10-1 | 9-4 |
| Lerici Sport | 5-4 | 3-1 |     | 5-4  | 7-4 |
| Quinto       | 0-4 | 0-8 | 4-4 |      | 3-4 |
| Roma         | 1-2 | 2-6 | 3-1 | 3-2  |     |

#### Classifica
|    | Girone B     | Pt | G | V | N | P | GF | GS |
| -- | ------------ | -- | - | - | - | - | -- | -- |
| 1. | Lazio        | 13 | 8 | 6 | 1 | 1 | 46 | 16 |
| 2. | Camogli      | 11 | 8 | 5 | 1 | 2 | 33 | 15 |
| 3. | Lerici Sport | 9  | 8 | 4 | 1 | 3 | 26 | 29 |
| 4. | Roma         | 6  | 8 | 3 | 0 | 5 | 23 | 35 |
| 5. | Quinto       | 1  | 8 | 0 | 1 | 7 | 11 | 44 |
|    |              |    |   |   |   |   |    |    |

## Girone finale

### Risultati
| Data       | Gara              | Gara | Gara              |
| ---------- | ----------------- | ---- | ----------------- |
| 31-07-1959 | Pro Recco         | 6-4  | Camogli           |
| 31-07-1959 | Lazio             | 5-7  | Canottieri Napoli |
| 01-08-1959 | Canottieri Napoli | 5-4  | Camogli           |
| 01-08-1959 | Lazio             | 5-6  | Pro Recco         |
| 02-08-1959 | Pro Recco         | 5-4  | Canottieri Napoli |
| 02-08-1959 | Lazio             | 5-3  | Camogli           |

### Classifica finale
|  |    | Girone finale 1959 | Pt | G | V | N | P | GF | GS |
|  | -- | ------------------ | -- | - | - | - | - | -- | -- |
|  | 1. | Pro Recco          | 6  | 3 | 3 | 0 | 0 | 17 | 13 |
|  | 2. | Canottieri Napoli  | 4  | 3 | 2 | 0 | 1 | 16 | 14 |
|  | 3. | Lazio              | 2  | 3 | 1 | 0 | 2 | 15 | 16 |
|  | 4. | Camogli            | 0  | 3 | 0 | 0 | 3 | 11 | 16 |
|  |    |                    |    |   |   |   |   |    |    |

## Verdetti
- Pro Recco Campione d'Italia